# 622

## Eventos
- 13 de setembro: Hégira, a fuga de Maomé de Meca para Iatrebe (atual Medina).[1]
- Início do Calendário islâmico.[1]
- Guerras romano-persas: Heráclio, imperador romano, tenta tomar a Armênia dos persas, sem sucesso; ele sucederia na campanha seguinte (624-626).[2]